# WinFS
Windows Future Storage (WinFS) ist eine von dem Unternehmen Microsoft begonnene Dateisystemerweiterung zu NTFS, die das Betriebssystem Windows um assoziative Dateiverwaltung erweitern sollte, jedoch von Beginn an mit technischen und konzeptionellen Problemen zu kämpfen hatte. Aufgrund des Kürzels „FS“ im Namen wird oft fälschlicherweise angenommen, es handle sich um ein eigenständiges Dateisystem (englisch File System). Microsoft hat im Juni 2006 die Einstellung des Projekts bekanntgegeben, da die Innovationen bereits in Windows eingeflossen seien.

## Geschichte
WinFS sollte ursprünglich bei der Anfang 2007 veröffentlichten Windows-Version Vista zum Einsatz kommen. Später wurde bekannt gegeben, dass Vista zunächst ohne WinFS ausgeliefert werden soll. Schließlich gab Microsoft im Juni 2006 die endgültige Einstellung des Projekts bekannt. Es baut auf dem seit Windows NT genutzten NTFS auf, sollte aber neue Konzepte realisieren, wie sie unter Windows bislang nicht existierten.
WinFS sollte ursprünglich die Technologie des SQL-Servers 2005 (Codename während der BETA-Phase: Yukon) nutzen und sollte das Auffinden von Dateien erleichtern, indem Dateiinformationen nicht mehr zentral gespeichert werden, sondern mehrfach auf dem Datenträger verteilt werden. Von dieser Überkreuz-Indizierung wird ein schnellerer Datenzugriff erhofft, außerdem können Dateien auch nach verschiedenen Gesichtspunkten indiziert werden (z. B. Name, Inhalt, Autor).
Schon Anfang der neunziger Jahre kündigte Microsoft ein objektorientiertes Dateisystem für Windows NT 3.5 an. Diesem Vorhaben ist die Softwarefirma allerdings bis heute noch nicht nachgekommen.
Ende August 2005 wurde von Microsoft die erste Testversion veröffentlicht. Sie war aber nur für Kunden des Microsoft Developer Network verfügbar.
Am 24. Juni 2006 berichtet das Internet-Portal Slashdot, dass der Plan für ein eigenständiges Produkt „WinFS“ aufgegeben worden sei. Stattdessen sei geplant, Teile der Technologie in die nächsten Versionen von SQL Server (codename Katmai) und ADO.NET zu integrieren. Slashdot bezog sich auf das öffentliche Blog des WinFS-Entwicklerteams.
Allerdings besagt das Blog auch, dass die Entwicklungen, soweit fertig, in Windows und andere Produkte integriert werden können.

## Technik
In WinFS werden Daten als „items“ abgelegt, wobei Beziehungen und Metadaten vom Nutzer selbst bestimmt werden können. Die Definitionen werden über XML-Schemata realisiert.
Die Oberfläche von älteren Longhorn-Builds ermöglicht einem das Sichten der Daten. Diese werden durchgehend auf Veränderungen überwacht und der Nutzer kann mit verschiedenen Alarmen benachrichtigt werden.

In diesen Longhorn-Versionen gibt es nur einen WinFS-Speicher, der über \\localhost\defaultstore erreichbar ist. Die SQL-Datenbank liegt in \System32\WinFS\Data und speichert Einträge, Links und Metadaten, wobei die eigentlichen Dateiinhalte in versteckten NTFS-Streams liegen. Für alte Clients (z. B. Microsoft Word) spielt WinFS ein normales Dateisystem vor. In den Longhorn-Versionen gibt es zudem einen überarbeiteten Dateidialog, der die Nutzung von WinFS ermöglicht. Anwendungen, die den Standard-Dialog verwenden (z. B. Notepad), können die Such- und Gruppierungsfunktionen von Aero nutzen.